# Станица Восток
Станица Восток је руска (бивша совјетска) истраживачка станица на Антарктику. У станици Восток је измерена најнижа температура на Земљи од −89,2 °C, а испод станице је откривено језеро Восток, највеће познато субглацијално језеро на свету.

## Историја
Истраживачку станицу Восток је подигла Друга совјетска антарктичка експедиција 16. децембра 1957. године, током Међународне геофизичке године. Станица је привремено била затворена од јануара 1962. до јануара 1963. године и од фебруара до новембра 1994. као и током зиме 2003.
На овом месту је 21. јула 1983. године измерена најнижа забележена температура на Земљи од −89,2 °C. Руски и британски научници су 1996. године испод станице Восток открили језеро Восток, највеће познато субглацијално језеро на свету. Језеро Восток лежи око 4.000 m испод површине Антарктичке ледене плоче и заузима површину од 14.000 km².

## Опис
Научно-истраживачка станица Восток се налази око 1.301 километар (808 миља) од географског јужног пола, у средишњем дела источно ледене плоче Антарктика.
Восток се налази у близини јужног пола неприступачности и јужног геомагнетног пола, што га чини једним од оптималних места за посматрање промена у Земљиној магнетосфере. Остале студије за истраживање укључују актинометрију, геофизику, медицину и климатологију.
Станица се налази на 3.488 метара (11.444 стопа) надморске висине и једна је од најизолованијих установљених истраживачких станица на антарктичком континенту. Станица се снабдева са станице Мирни на обали Антарктика. Станица обично угошћује 30 научника и инжењера током лета. Зими њихов број пада на 15.
Восток је једина стална истраживачка станица која се налази јужније од станице Амундсен-Скот, којом управљају Сједињене Државе на географском Јужном полу. Кинеска станица Кунлун се налази јужније од Востока, али је угошћује истраживаче само током лета.

## Клима
Најнижа забележена температура од −89,2 °C је измерена овде 21. јула 1983. (како температура опада са висином, скоро је извесно да се нижа температура могла десити на вишим деловима ледене плоче. Године 1997. је јављено да је измерено -91 °C, али то није потврђено. Током дугих зима просечна температура је око −65 °C, а у кратким летима око −30 °C. Највиша измерена температура у станици Восток никад се није подигла изнад -19 °C, што је измерено 1992. године, а током јула 1987. године, температура се није подигла изнад -72,2 °C.
Поред ниске температуре, постоје други фактори који чине Восток једним од најтежих места на Земљи за живот људи:
- Скоро потпуни недостатак влажности у ваздуху.
- Просечна брзина ветра је 5 m/s (18 km/s), а понекад се диже до 27 m/s (97 km/s).
- Недостатак кисеоника због висине од 3.488 m. Како се густина кисеоника смањује како се приближава половима, процењеноје да је густина кисеоника на Востоку еквивалентна густини кисеоника на планинини високој преко 5.000 m на нижим географским ширинама.
- Већа јонизација ваздуха.
- Парцијални притисак гасова је другачији од оног на који је навикла већина људи.
- Поларна ноћ која траје три месеца годишње.

Аклиматизација на такве услове може трајати од једне недеље до два месеца и прате је главобоље, болови у ушима, крварење из носа, изненадан раст крвног притиска, несаница, смањени апетит, повраћање, болови у мишићима и зглобовима и губитак тежине.

## Бушење узорака леда
Совјетски Савез је током 1970-их избушио неколико узорака ледене коре на дубини од 500–952 m. Они су искоришћени да се проучи однос изотопа кисеоника у леду, што је показало да лед од последњег леденог доба почиње на дубини од око 400 m. Касније су избушене још три рупе: 1984. године рупа 3Г је стигла до дубине од 2.202 m, 1990. године рупа 4Г је стигла до дубине 2.546 m, 1993. године рупа 5Г је стигла до 2.755 m. Након кратког затварања станице, бушење се затворило током зиме 1995, а бушење је 1996. обустављено на дубини од 3.623 m, због захтева Научног комитета за истраживања Антарктика, који је исказао бојазан због потенцијалног загађења језера Восток. Ово ледено језгро, избушено заједно са Французима, је дало податке о животним условима из прошлости која се протезала до пре 420.000 година и покрила 4 ледена доба. Дуго времена ово језгро је било једино које је покривало неколико ледених доба, али ју је 2004. надмашило језгро EPICA, које покрива већи временски период. Године 2003. је одобрен наставак бушења, али је обустављено на процењеној удаљености од 130 m од језера.
Иако је рупа код Востока стигла до дубине од 3.623 m, корисне климатске информације се не протежу оволико дубоко. Само дно ледене коре је лед који потиче од воде из језера Восток и не садржи информације о клими.